# IC 3540
IC 3540 ist eine linsenförmige Galaxie mit ausgedehnten Sternentstehungsgebieten vom Hubble-Typ S0 im Sternbild Jungfrau nördlich der Ekliptik. Sie ist schätzungsweise 31 Millionen Lichtjahre von der Milchstraße entfernt. Sie wird unter der Katalognummer VCC 1614 als Mitglied des Virgo-Galaxienhaufens aufgeführt.
Das Objekt wurde am 29. April 1892 vom walisischen Astronomen Isaac Roberts entdeckt.